# Tricentrus minor
Tricentrus minor är en insektsart som beskrevs av Schmidt. Tricentrus minor ingår i släktet Tricentrus och familjen hornstritar. Inga underarter finns listade i Catalogue of Life.